# 1er Wing
Le 1er Wing (1ste Wing, en néerlandais) est une escadre de la Composante Air de l'armée belge basée à Beauvechain. Il est le centre de la capacité opérationnelle hélicoptère et le centre de maintenance des moyens volants de la formation de base des pilotes de l'armée belge.

## Historique
Depuis 1935, des unités d'aviation belges sont en garnison à la base Lieutenant-colonel Aviateur Charles Roman de Beauvechain. Avec l'arrivée, le 15 octobre 1946, des 349e et 350e Escadrilles de la RAF au sein du 160e Wing, cette escadre est restructurée et rebaptisée 1er Wing de Chasse le 1er février 1948. Elle comprend jusqu'à six escadrilles dans les années 1950 : les 349e et 350e Escadrilles de la RAF, et les 4e, 10e, 11e et 42e Escadrilles de la Force aérienne belge. Toutes sortes d'avions se succèdent sur les pistes de Beauvechain : Spitfire, Harvard, Airspeed Oxford, Mosquito, Gloster Meteor, CF-100, Hawker Hunter, T-33, RF-84F, F-104G et F-16 A/B.

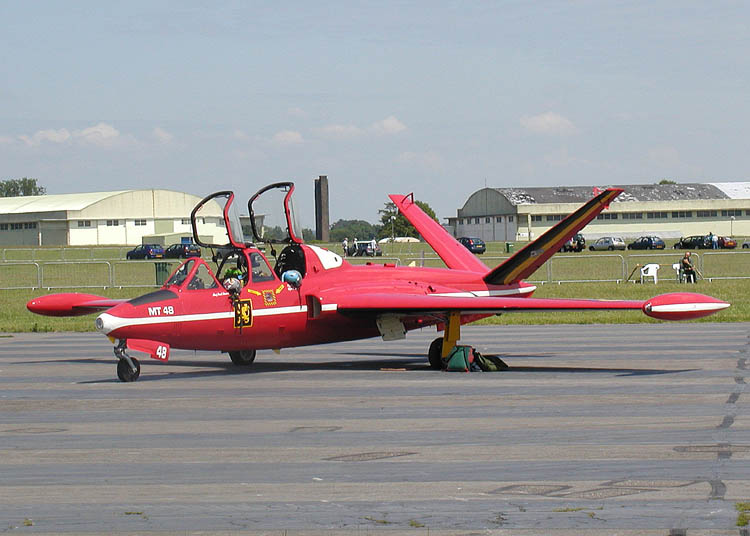
Fouga Magister belge.

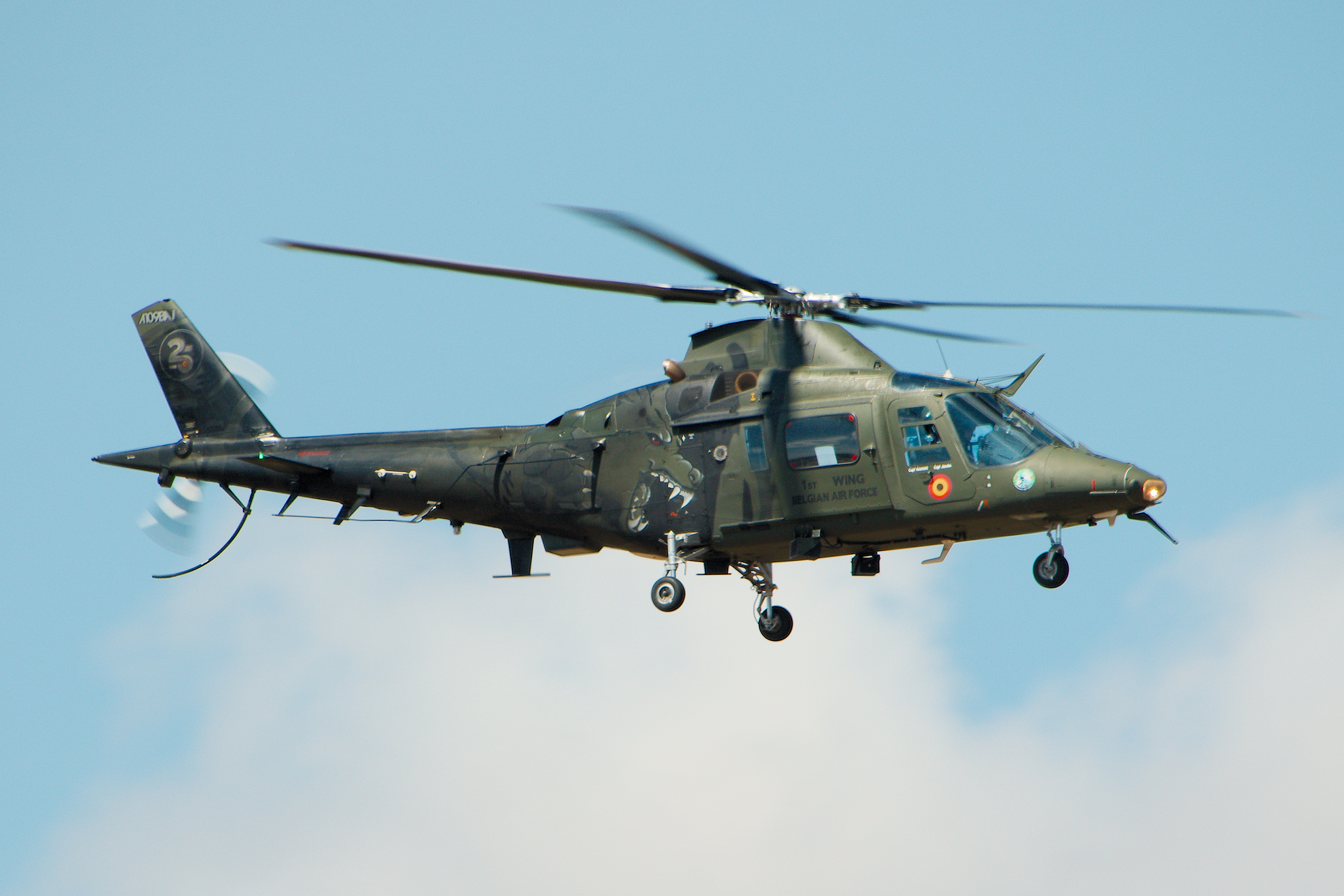
Un A109 du 1er Wing au Royal International Air Tattoo 2018.

En 1979, le 1er Wing de Chasse se convertit sur F-16 et ne conserve que les 349e et 350e Escadrilles, rejointes le 1er septembre 1987 par l'OCU (Operational Conversion Unit), l'unité de conversion opérationnelle F-16 en Belgique. Par la suite, la restructuration de la Force aérienne amène la suppression, le déménagement ou la fusion de certaines unités. En 1996, les F-16 sont envoyés à Kleine-Brogel (349e Escadrille et OCU) et Florennes (350e Escadrille), et le 1er Wing de Chasse est dissous de la 4 mars 1996. Il est remplacé par le 1er Wing (créé officiellement le 2 décembre 1996), qui rassemble l'École de Pilotage Élémentaire de Goetsenhoven (sur Marchetti) et le 9e Wing d'Entraînement de Brustem (sur Alpha Jet et Fouga Magister).
En 2005, les gouvernements belge et français décident de former leurs pilotes ensemble. Vingt Alpha Jets (des 7e et 11e escadrilles) partent donc pour Cazaux et son Advanced Jet Training School, cette dernière cessant son activité en décembre 2019. Ils reviennent à Beauvechain pour le grand entretien et la modernisation (une escadrille du Groupe de Maintenance est d'ailleurs spécialement prévue à cet effet). La 11e escadrille est dissoute le 17 mai 2006, tandis que la 7e est réduite à la formation sur Fouga Magister. Lorsque le dernier d'entre eux est retiré, le 27 septembre 2007, elle disparaît également.
Le 2 septembre 2010, les 27 Agusta A109 du Wing Héli de Bierset sont transférés sur la Base de Beauvechain et le 1 Wing reprend les traditions et les missions de la capacité hélicoptère de la Composante Air.
Le 18 juillet 2013, le premier NH90 TTH (Tactical Transport Helicopter) "CAIMAN" est livré au 18 Squadron du 1 Wing. Le NH90 est déclaré IOC (Initial Operational Capability), fin 2016 il est déclaré FOC (Full Operational Capability) mais retiré du service en juin 2020 du fait du coût de l'heure de vol trop élevée (supérieure à celle du F16).
Le 11 mars 2023 est lancée la procédure de commande de 15 hélicoptères Airbus H145M pour remplacer les 13 Agusta A109 encore en service et les 4 NH90 TTH. La livraison est prévue pour 2025/2026

## Organisation actuelle

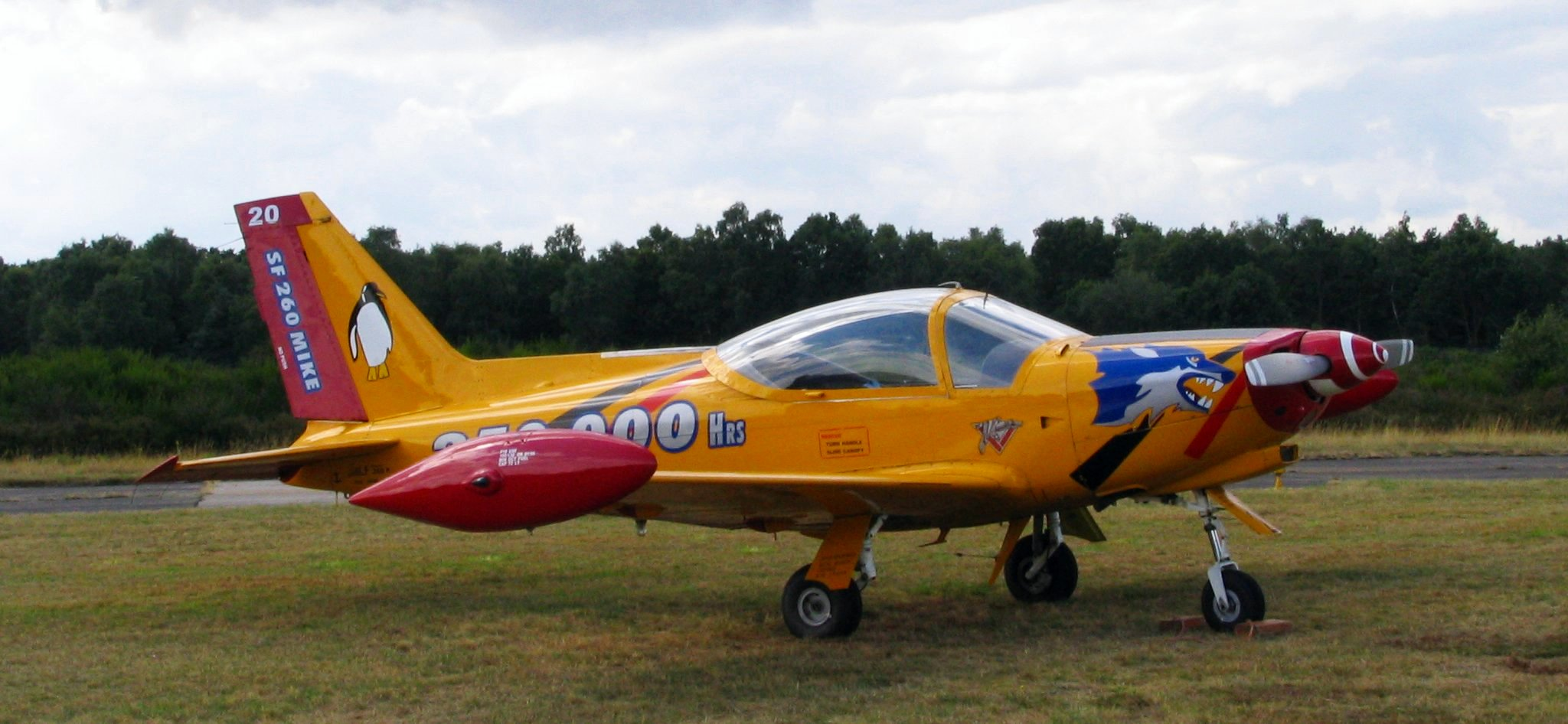
SIAI Marchetti SF.260 de la 5e escadrille (l'emblème figurant un faucon égyptien est visible sur le fuselage)

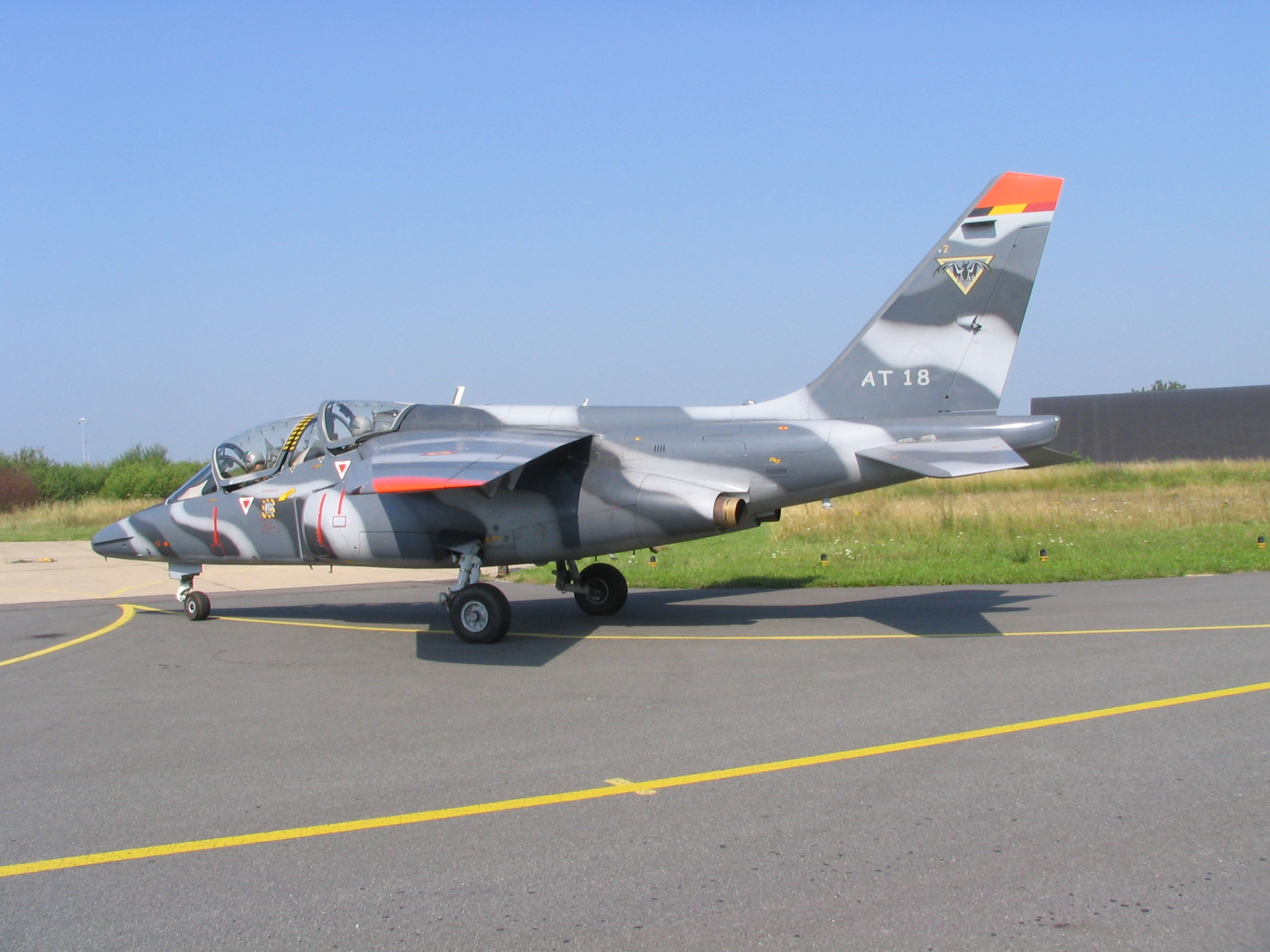
Alpha Jet de la 11e escadrille (la chauve-souris, emblème de l'unité disparue en 2006, est visible sur la dérive)

En plus de la section de commandement, le 1er Wing comporte trois groupes.

### Groupe de Vol
Le Groupe de Vol (Gp V) a pour mission d'assurer la mise en conditions des pilotes et de maintenir la Base au niveau opérationnel.
Ce groupe est formé de la 17 Squadron et du 18 Squadron NH90 TTH, des services aériens, qui rassemble le Wing Operations Center (centre nerveux des opérations aériennes), la section Air Traffic Control (tour de contrôle et radar d'approche), le Bureau Information aéronautique (publications spécialisées et émissions des plans de vol), la section anti-feu et la section météorologique. 

### Groupe de Maintenance
Le Groupe de Maintenance (Gp M) assure la mise en œuvre, l'entretien et la réparation du matériel, des moyens opérationnels et la logistique nécessaire aux opérations du 1er Wing. Il gère le budget de l'unité. Ce groupe est composé de cinq escadrilles :
- Escadrille Ops & Trg : gestion des déploiements, logistique & budget, suivi des plans de vols,...
- Escadrille Rotary Wing : maintenance des A109 et NH90 TTH et NFH (NATO Frigate Helicopter)
- Escadrille Fixed Wing : maintenance des SF260 Marchetti
- Escadrille Support Avion : peinture & composite, tôlerie, forge, GSE (Ground Support Equipment), survie, armement et munitions
- Escadrille General Support : gestion et maintenance du charroi et des engins spéciaux, gestion de l'infrastructure et des moyens de communications et informatiques

### Groupe de Défense et Support
Le Groupe de Défense et Support est formé de l'Escadrille Force Protection et de l'Escadrille Support. La première s'occupe de la défense des infrastructures militaires, de la formation continuée des militaires et d'une force expéditionnaire pour la défense des aéronefs déployés en opération. L'Escadrille Support, quant à elle, a pour mission d'assurer au personnel de l'unité divers services comme l'appui administratif et financier, l'aide au logement ou les activités de restauration.

## Personnage célèbre
- Jules Metz, prévisionniste, a longtemps été 'Monsieur Météo' à la Radio-télévision belge de la Communauté française.